# Ески хамам (Банско)
Вижте пояснителната страница за други значения на Ески хамам.
Ески хамам (на македонска литературна норма: Ески амам) е хамам, турска баня в струмишкото село Банско, Северна Македония.
Съдейки по името, което в превод от турски означава Стара баня, и османските писмени източници за селото, хамамът изграден в XVI век и е сред най-старите в Банско. Разположен е в източната част на селото, западно от римските бани. Има масивни дебели зидове, градени с камък, вар и тухла и това, заедно с организацията на интериора говори, че е бил обществена, а не частна баня. Първоначалният му облик е с три помещения – голямо централно квадратно с голям, дълобк басейн и две по-малки на южната и източната страна с малки вани. В първите десетилетия на XX век са добавено и помещение на североизток. До края на XIX век хамамът се е използвал от мъже до средата на деня и от жени във втората половина. Площта му е 242 m2, от центъра на големия басейн до купола е висок 9 m, стените от пода до началото на купола са високи 2 m и са дебели 1 m. Куполът в ново време е покрит с ламарина и е на четири води. Трите входа от север и изток са последвани от един, през който се влиза в малкото помещение от юг. Входовете са високи 1,70 см и широки 70 см. В големия басейн се влиза по стълби – той е с размери 6,8 х 8,7 m и е дълбок 1,40 m. Куполът е на пандантиви и е с диаметър 8,5 m. Осветлението в централното помещение става чрез малък прозорец на западната стена, а на по-малките помещения – през малки кръгли отвори на куполите. Хамамът е снабдяван с вода чрез тръби от извор, разположен на 50 m южно. Хамамът има резервоар на южната страна и прегради за акумулиране на топла и студена вода. Във вътрешността на източното помещение има слепи ниши в стените.